# Токареве
Токаре́ве — село в Україні, у Великоолександрівській селищній громаді Бериславського району Херсонської області. Населення станом на 2001 рік становило 173 особи.

## Населення

### Мовний склад
Рідна мова населення за даними перепису 2001 року:
| Мова       | Чисельність, осіб | Доля     |
| ---------- | ----------------- | -------- |
| Українська | 164               | 94,80 %  |
| Російська  | 9                 | 5,20 %   |
| Разом      | 173               | 100,00 % |

## Історичні відомості
До 3 березня 1988 року входило до складу Березнегуватського району Миколаївської області.
12 червня 2020 року, відповідно до Розпорядження Кабінету Міністрів України від № 726-р «Про визначення адміністративних центрів та затвердження територій територіальних громад Херсонської області», увійшло до складу Великоолександрівської селищної громади.
До 17 липня 2020 року перебувало у складі Великоолександрівського району.
19 липня 2020 року, в результаті адміністративно-територіальної реформи та ліквідації  Великоолександрівського району увійшло до складу Бериславського району.
Село було тимчасово окуповане російськими військами в березні 2022 року. Деокуповане у квітні того ж року.